# Bertall

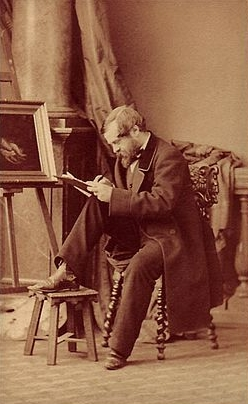
Bertall fotografiert von Disdéri

Charles Albert d’Arnoux (Charles Constant Albert Nicolas d’Arnoux de Limoges Saint-Saens), genannt Bertall (* 18. Dezember 1820 in Paris, Frankreich; † 24. März 1882 in Soyons, Frankreich) war ein französischer Karikaturist, Zeichner und Radierer, außerdem zählt er zu den Pionieren der Fotografie.
Bertall machte zahlreiche Illustrationen für Les Romans populaires illustrés. Er illustrierte mit kongenialen Holzstichen das von Alexandre Dumas dem Älteren übersetzte Märchen „Nussknacker und Mausekönig“ von E.T.A. Hoffmann, das unter dem Namen „Histoire d’un cassenoisette“ 1845 in Paris erschien; fälschlicherweise unter dem Verfassernamen Alexandre Dumas. Als Karikaturist war er unter anderem für Journal pour rire und Le Grelot tätig.